# Благовестнов, Алексей Алексеевич
Алексей Алексеевич Благовестнов (род. 11 декабря 1974, Москва) — российский скульптор. Член-корреспондент РАХ (2018).

## Биография
Родился в семье скульпторов. Сын Алексея Ивановича Благовестнова (1947—2010) и Аллы Абрамовны Басиной (1940—2023).
Учился в Московской средней художественной школе, затем — в Московском государственном академическом художественном институте имени В. И. Сурикова. Проходил стажировку в Германии (Академия художеств Карлсруэ). Окончил институт в 2002 году. Его дипломной работой стал памятник Виктору Цою на мотоцикле. За эту же работу удостоен первой премии на конкурсе молодых художников имени П. М. Третьякова в Государственной Третьяковской галерее (2004).
За памятник выпускникам ВГИКа награждён Серебряной медалью Российской академии художеств (2010).
За организованные персональные выставки «Страсти по Андрею»(Москва, 2016, Музей русской иконы) и «Анжелюс» (Париж, Церковь Мадлен, 2017) награждён Золотой медалью Российской академии художеств (2017)
Избран действительным членом Британского королевского общества скульпторов (2016)
Награждён призом XV Международного фестиваля кинематографических дебютов «Дух огня» за отображения киноискусства в скульптуре (2017)
Избран членом-корреспондентом Российской академии художеств (2018).
Основатель направления «Аппическое искусство» (Ars Appicus).

## Выставки
- 2006 — «Аппиева дорога» — Государственная Третьяковская галерея, музей-мастерская А. С. Голубкиной[2].
- 2008 — «Зов Ильи» — галерея на Солянке, Москва[2].
- 2010 — «Анна Каренина» — штаб-квартира ЮНЕСКО в Париже[3].
- 2011 — «Passion bild. Русское искусство 1970—2008 в собрании Арины Ковнер» — Бернский музей изобразительных искусств, Швейцария[2].
- 2013 — «Профиль Данте» — персональная выставка в музее Анны Ахматовой в Фонтанном доме. Санкт-Петербург.
- 2013 — «Корпус гуманизма» — персональная выставка в Пермской государственной художественной галерее.
- 2014 — «БЛАГОВЕСТNOW» — персональная выставка в Переславском государственном историко-культурном и художественном музее-заповеднике.
- 2015 — «20 000 000 лошадиных сил» — музейно-выставочный комплекс «Рабочий и колхозница» (музейное объединение «Манеж»).
- 2015 — выставка «Terraferma. Благовестнов. Скульптура и икона». Дом-музей Матвея Муравьева-Апостола (Москва).
- 2015 — выставка «На воздусех» в Ярославском государственном музее-заповеднике.
- 2015 — выставка «Сокращённый лев» в галерее CUB, Рига.
- 2016 — выставка «Страсти по Андрею» в Музее русской иконы (Москва).
- 2017 — выставка «L’Angélus» в королевском зале церкви Мадлен, Париж.
- 2018 — выставка «Выбор судьбы» в Российском центре науки и культуры в Париже.
- 2018 — выставка фотографий «Без истления» на международном фестивале ФОТОВИЗА в Краснодаре.
- 2018 — выставка «Трилогия Данте» в Российском центре науки и культуры в Риме.
- 2019 — выставка «Взгляд питает душу» в Ассоциации Италия-Россия, Милан, Италия.
- 2019 — выставка «Дрожь. Трио. Благовестнов. Немухин. Краснопевцев» в галерее Д29 в Москве.
- 2020 — выставка «Черная речка» на международной выставке-ярмарке Art Russia 2020 в Москве.
- 2022 — выставка «Пророчества о настоящем» в Ростовском Кремле, Ростов, Ярославская обл.
- 2024 — выставка «Созвездие Ориона» в Тверской областной картинной галерее, Тверь, Тверская обл.

## Произведения
- 2009 — памятник трём советским кинематографистам Андрею Тарковскому, Василию Шукшину и Геннадию Шпаликову установлен у здания Всероссийского института кинематографии в Москве.
- 2013 — памятник народному артисту СССР Вячеславу Тихонову установлен на Новодевичьем кладбище Москвы
- 2014 — памятник актёру Александру Абдулову установлен в Ханты-Мансийске
- 2015 — памятник «Виктор Цой на мотоцикле» (2002. Бронзовая отливка — 2009) установлен в городе Окуловка (Новгородская область)
- «Троица». Посвящение Андрею Тарковскому — 2024. Скульптурная композиция установлена в 2024 в новом корпусе Всероссийского института кинематографии в Москве
- Анна Каренина — 2008—2010.
- Серия «Бустрофедон» — 2011—2012.
- «Хвалынский всадник» — 2015—2016.
- Василий Блаженный — 2016.
- «Новый Моисей» — 2017.
- Johnny Hallyday sur sa moto[4]. — 2017—2020.
- «Большеохтинский сфинкс» — 2021—2024.
- «Орион» — 2024